# Palazzo del ghiaccio (La Spezia)
Il Palazzo del ghiaccio è un edificio storico della Spezia, situato all'incrocio tra la vie Sprugola e Colombo; l'edificio era sede dell'antica Fabbrica del ghiaccio. 

## Storia
Le sue origini risalgono all'anno 1920 quando, a seguito dello sviluppo cittadino, la Società Anonima Industria del freddo volle dotare la città di una moderna industria per la conservazione delle derrate alimentari. 

Del progetto fu incaricato il giovane architetto Franco Oliva che lo completò nel 1923.
L'edificio, nel nuovo stile architettonico della Secessione, si presenta come un compatto parallelepipedo di quattro piani, le cui facciate suggeriscono un notevole slancio verticale grazie all'alternanza di alti pilastri in cemento e di altrettanto alte vetrate. 
Alla base dei pilastri sono collocati bei bassorilievi di animali polari, opera dello scultore Magli.
 La copertura dell'edificio è in parte con tetto a capanna, in parte a terrazzo.
Venuta a cessare la funzione industriale per cui fu costruito, nel 1976 l'edificio è stato acquistato e restaurato da un istituto bancario per ospitarvi i propri uffici.

## Bibliografia

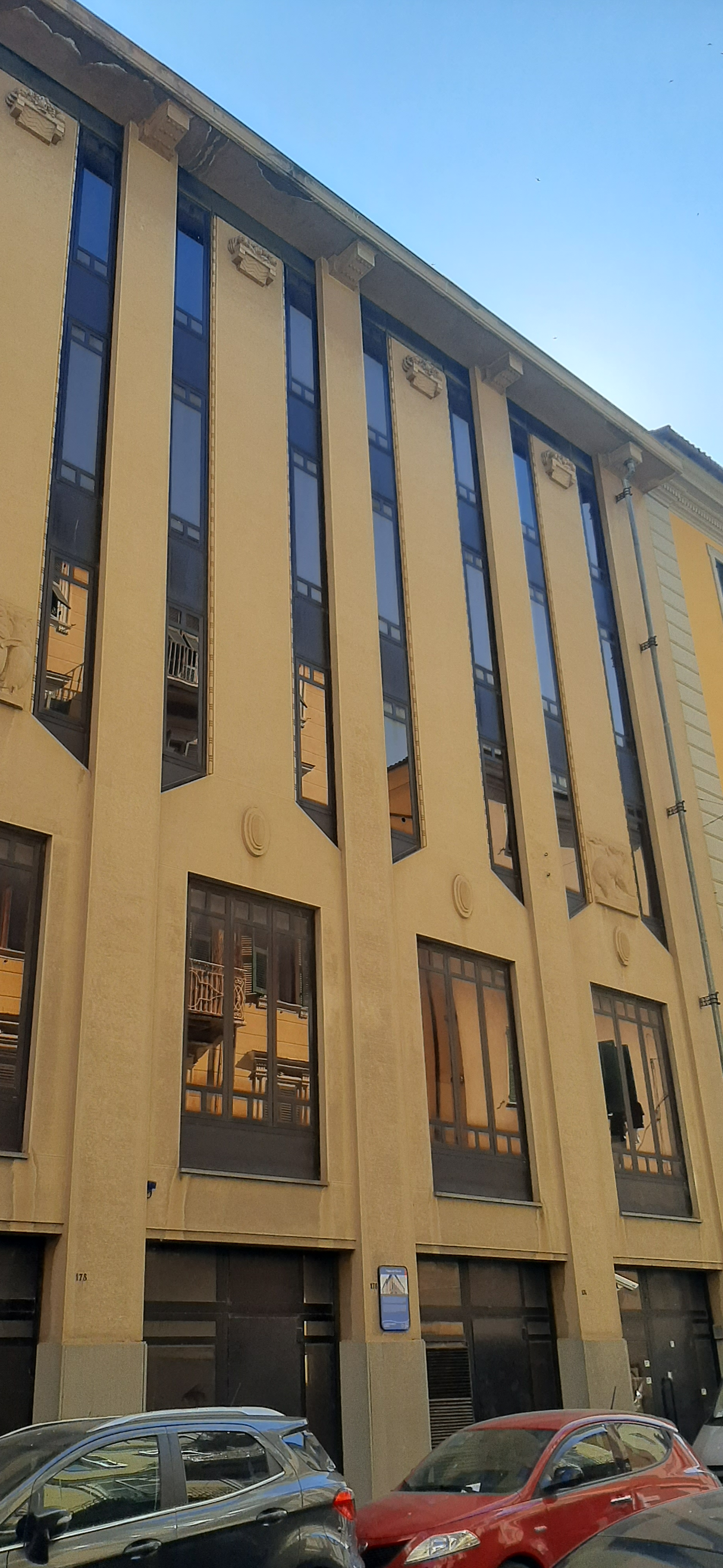
Immagini Palazzo del Ghiaccio La Spezia